# توپ طلای ۱۹۸۷
توپ طلای ۱۹۸۷ (فرانسوی: 1987 Ballon d'Or‎) ۳۲مین رویداد سالیانهٔ توپ طلا بود که از سوی مجلهٔ فرانس فوتبال به بهترین بازیکن فوتبال در سال ۱۹۸۷ اعطا گردید که در این سال، رود گولیت برندهٔ توپ طلا شد.

## رتبه‌بندی
| ردیف | نام                  | باشگاه                                           | ملیت               | امتیاز |
| ---- | -------------------- | ------------------------------------------------ | ------------------ | ------ |
| ۱    | رود گولیت            | باشگاه فوتبال آ.ث. میلان                         | هلند               | ۱۰۶    |
| ۲    | پائولو فوتری         | باشگاه فوتبال پورتو باشگاه فوتبال اتلتیکو مادرید | پرتغال             | ۹۱     |
| ۳    | امیلیو بوتراگوئنو    | باشگاه فوتبال رئال مادرید                        | اسپانیا            | ۶۱     |
| ۴    | میچل (بازیکن فوتبال) | باشگاه فوتبال رئال مادرید                        | اسپانیا            | ۲۹     |
| ۵    | گری لینکر            | باشگاه فوتبال بارسلونا                           | انگلستان           | ۱۳     |
| 6    | جان بارنز            | باشگاه فوتبال لیورپول                            | انگلستان           | ۱۰     |
| 6    | مارکو فان باستن      | باشگاه فوتبال آ.ث. میلان                         | هلند               | ۱۰     |
| ۸    | جانلوکا ویالی        | باشگاه فوتبال سمپدوریا                           | ایتالیا            | ۹      |
| ۹    | برایان رابسون        | باشگاه فوتبال منچستر یونایتد                     | انگلستان           | ۷      |
| 10   | کلاوس آلوفس          | باشگاه فوتبال المپیک مارسی                       | آلمان غربی         | ۶      |
| 10   | گلن هیزن             | باشگاه فوتبال فیورنتینا                          | سوئد               | ۶      |
| 12   | مانوئل آماروس        | باشگاه فوتبال موناکو                             | فرانسه             | ۵      |
| 12   | لوتار ماتئوس         | باشگاه فوتبال بایرن مونیخ                        | آلمان غربی         | ۵      |
| 14   | مارک هاتلی           | باشگاه فوتبال موناکو                             | انگلستان           | ۴      |
| 14   | تونی پولستر          | باشگاه فوتبال تورینو                             | اتریش              | ۴      |
| 14   | ایان راش             | باشگاه فوتبال یوونتوس                            | ولز                | ۴      |
| 17   | پیر لیتبارسکی        | باشگاه فوتبال کلن                                | آلمان غربی         | ۳      |
| 17   | پل مک‌گرت             | باشگاه فوتبال منچستر یونایتد                     | جمهوری ایرلند      | ۳      |
| 17   | ژان-ماری فاف         | باشگاه فوتبال بایرن مونیخ                        | بلژیک              | ۳      |
| 17   | Oleksandr Zavarov    | باشگاه فوتبال دینامو کی‌یف                        | اتحاد جماهیر شوروی | ۳      |
| 21   | پیتر بیردزلی         | باشگاه فوتبال لیورپول                            | انگلستان           | ۲      |
| 21   | Józef Młynarczyk     | باشگاه فوتبال پورتو                              | لهستان             | ۲      |
| 21   | رینات داسایف         | باشگاه فوتبال اسپارتاک مسکو                      | اتحاد جماهیر شوروی | ۲      |
| 21   | پربن الکیر لارسن     | باشگاه فوتبال هلاس ورونا                         | دانمارک            | ۲      |
| 21   | گئورگی هاجی          | باشگاه فوتبال استوا بخارست                       | رومانی             | ۲      |
| 21   | هاینز هرمان          | Neuchâtel Xamax                                  | سوئیس              | ۲      |
| 21   | آلی مکویست           | باشگاه فوتبال رنجرز                              | اسکاتلند           | ۲      |
| 21   | رودیون کاماتارو      | باشگاه فوتبال دینامو بخارست                      | رومانی             | ۲      |
| 21   | پیتر شیلتون          | باشگاه فوتبال دربی کانتی                         | انگلستان           | ۲      |
| 30   | آلساندرو آلتوبلی     | باشگاه فوتبال اینتر میلان                        | ایتالیا            | ۱      |
| 30   | گلن هادل             | باشگاه فوتبال موناکو                             | انگلستان           | ۱      |
| 30   | Sokol Kushta         | Flamurtari Vlorë                                 | آلبانی             | ۱      |
| 30   | دیمیتری ساراواکش     | باشگاه فوتبال پاناتینایکوس                       | یونان              | ۱      |
| 30   | رودی فولر            | باشگاه فوتبال آ.اس. رم                           | آلمان غربی         | ۱      |

Source: http://www.francefootball.fr/Ballon Or 1987